# Golfo di Salerno
Il golfo di Salerno, già golfo Pestano (da Paestum, nome latino di Posidonia) o golfo Posidonio, è una larga insenatura del mar Tirreno sudorientale situata sulla parte costiera settentrionale della provincia di Salerno.
La costa del golfo di Salerno, ossia la superficie del mare racchiusa tra la linea immaginaria che congiunge punta Campanella con punta Licosa è di circa 2450 km².
L’isola ed il promontorio di Licosa, al limite meridionale del sinus Paestanus, chiudono l’arco costiero delimitato a nord dall’Athenaion sorrentino: l’isola rappresentava sin dall'antichità un punto di osservazione privilegiato per gli spostamenti marittimi nel golfo fino all’isola di Capri.

## Geografia
(David Herbert Lawrence, 1920)
Il Golfo di Salerno presenta le seguenti caratteristiche geografiche.
A nord la costiera amalfitana è alta e rocciosa per via delle pendici dei monti Lattari, che cadono a picco sul mare. A Nord è presente anche l'area naturale Baia di Ieranto e l'area naturale marina protetta Punta Campanella.
A est il litorale della piana del Sele (o piana di Paestum) è, invece, basso e sabbioso e ricoperto in parte da pinete. In particolare, i comuni litorali di Battipaglia, Eboli e Capaccio sono caratterizzati da aree di sfruttamento turistico di massa e aree ad alto valore ambientale. Sono destinazioni scelte principalmente da stranieri con una frequentazione abituale di queste spiagge. I turisti frequentano spesso le spiagge libere piuttosto che gli stabilimenti balneari e giudicano positivamente la pulizia, la sicurezza e il paesaggio della spiaggia. Di conseguenza, la disponibilità turistica a pagare per preservare il paesaggio naturale è elevata anche se la conoscenza dei problemi ambientali è molto bassa. Alcuni tratti di zone di balneazione sono preclusi a causa dell'inquinamento dell'acqua causato dallo scarico incontrollato di acque reflue.
Infine a sud il breve segmento della costiera cilentana sul golfo è nuovamente alto e roccioso.
- Orografia
  - Colle Bellara
  - Monte San Liberatore
  - Monte San Costanzo
  - Monte Tre Calli
  - Monte Stella (Salerno)
  - Monte Stella (Cilento)
  - Valle dell'Irno
  - Valle delle Ferriere
- Idrografia.
  - Fiumi. Nel golfo sfociano i fiumi Sele, Irno, Picentino e Tusciano.
  - Torrente Dragone
  - Lago di Brignano

### Clima
Il clima del Golfo di Salerno è prettamente mediterraneo, con miti inverni dalle piogge mai abbondanti e calde estati che possono diventare anche afose per l'alto tasso di umidità.
- Classificazione climatica: zona C, 1087 GR/G

Sulla costiera amalfitana In base alla media trentennale di riferimento 1961-1990, la temperatura media del mese più freddo, gennaio, si attesta a +10,7 °C; quella del mese più caldo, agosto, è di +26,8 °C.
Nella zona di Salerno, in base alla media trentennale di riferimento 1961-1990, la temperatura media del mese più freddo, gennaio, si attesta a +10,4 °C; quella dei mesi più caldi, luglio e agosto, è di +26,4 °C; non si esclude una generale sovrastima dei valori dovuta all'effetto isola di calore urbana. Nella piana del Sele la temperatura media del mese più freddo, gennaio, si attesta a +12,6 °C; quella dei mesi più caldi, luglio e agosto, è di +30,9 °C. Le precipitazioni medie annue sono abbondanti, superiori ai 1100 mm, con un minimo tra la tarda primavera e l'estate ed una regolare ed elevata distribuzione nel resto dell'anno. A Paestum la temperatura media del mese più freddo, gennaio, si attesta a +6,8 °C; quella del mese più caldo, agosto, è di +24,4 °C.
La presenza di clima soleggiato per almeno 250 giorni l'anno rende questa terra meta privilegiata di turisti non solo nei periodi di alta stagione, ma anche nei mesi primaverili ed autunnali.

## Ambiente

### Flora e fauna marina
La fauna marina è molto ricca e dà di che vivere a una flottiglia di pescherecci. Tale flotta consiste in 259 navi di piccola scala di cui 50 sono coinvolte nella pesca di seppie comuni con tramaglio. La seppia comune è la prima specie catturata da pesca su piccola scala nella zona (20% del totale). L'80-90% del pescato viene venduto direttamente dai pescatori nel luogo di sbarco. La seppia comune è solitamente commercializzata fresca ed è un alimento molto apprezzato, in particolare in Sud Italia. La domanda locale è molto alta e i consumatori sono sempre più sensibile per quanto riguarda la salubrità, la qualità e la sicurezza dei prodotti ittici, pertanto preferiscono acquistare il prodotto locale.
La fauna marina annovera inoltre:
- Alici
- Cefali
- Cernie
- Dentici
- Orate
- Pagello
- Ghiozzo paganello (Mazzone)
- Bavosa occhiuta
- Pesci spada
- Rombi
- Saraghi
- Sardine
- Scorfani
- Spigole (Branzini)
- Triglie
- Tonno rosso (Tunnidi in genere)
- Pesce serra
- Lampuga
- Alletterato
- Tombarello
- Pesce pilota

## Comuni interessati

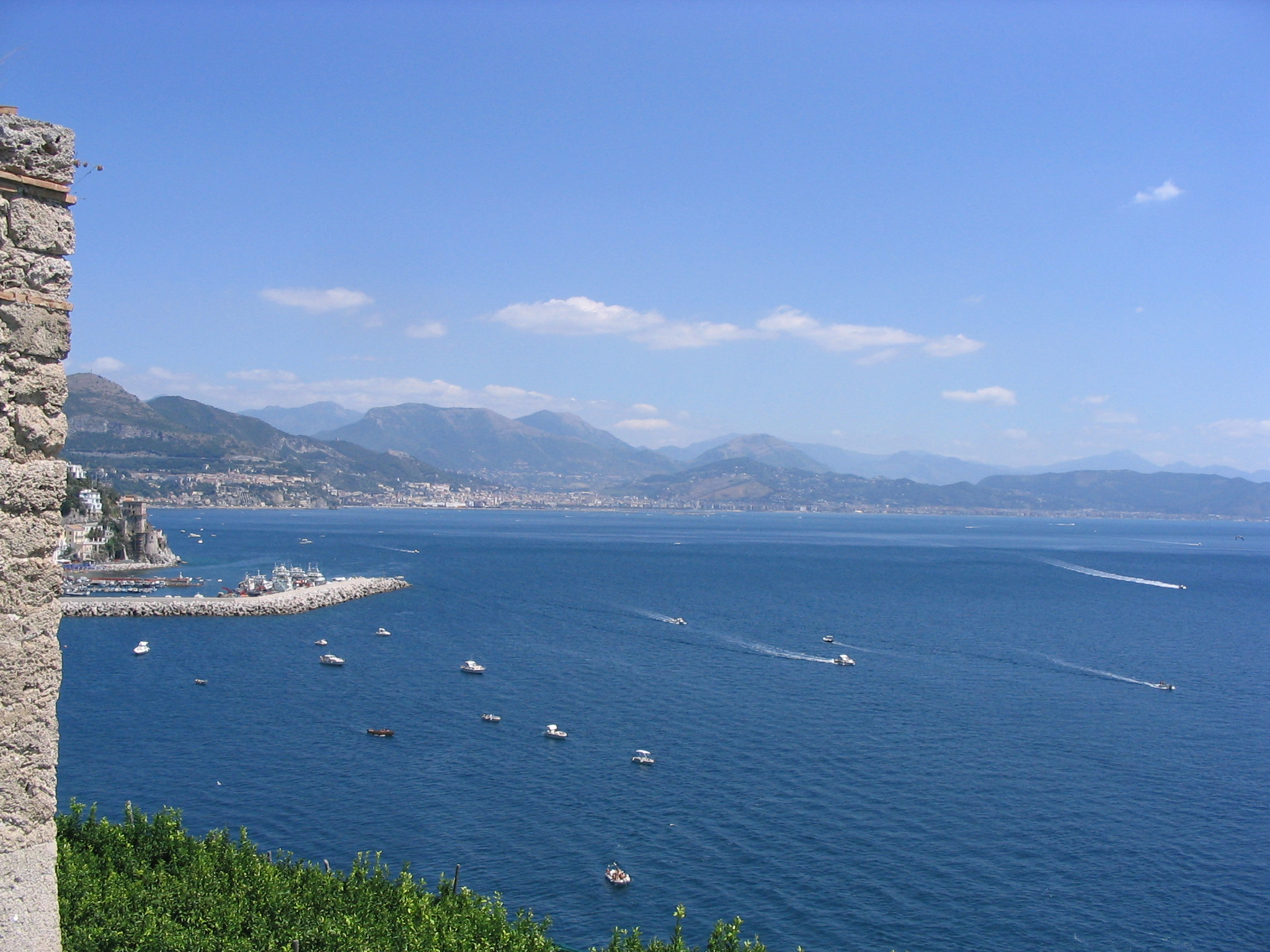
Il golfo di Salerno visto dalla costiera amalfitana

Il Golfo si estende da nord a sud (da Punta Campanella fino a punta Licosa) e comprende la penisola sorrentino-amalfitana, il capoluogo di provincia Salerno, la piana del Sele e la costiera cilentana. Comincia con l'Area naturale marina protetta Punta Campanella e si conclude con l'Area Marina Protetta di Santa Maria di Castellabate.
- Costiera sorrentina
  - Massa Lubrense, con la baia di Ieranto, Sant'Agata sui Due Golfi e monte San Costanzo;
  - Sorrento;
  - Sant'Agnello con i colli di Fontanelle;
  - Piano di Sorrento, con colli di San Pietro;
  - Vico Equense, con la chiesa della Santissima Annunziata, il Belvedere e la Spiaggia di Tordigliano.
- Costiera amalfitana
  - Positano con la collegiata di Santa Maria Assunta, il centro storico e l'arcipelago de Li Galli;
  - Praiano con le chiese di San Luca e San Gennaro;
  - Furore con un piccolo fiordo;
  - Conca dei Marini; il paese della sfogliatella, con la sua Grotta dello Smeraldo di rara bellezza, la chiesa Patronale di San Giovanni Battista;
  - Amalfi con il duomo e il chiostro del Paradiso;
  - Atrani con le chiese di San Salvatore del Birecto e di Santa Maria Maddalena Penitente;
  - Ravello la città della musica con il suo duomo, la villa Cimbrone e villa Rufolo e l'Auditorium Oscar Niemeyer;
  - Minori con la basilica di Santa Trofimena e la villa romana;
  - Maiori con la collegiata di Santa Maria a Mare e il castello di San Nicola de Thoro Plano;
  - Cetara, il paese della colatura di alici;
  - Scala il paese più antico della costiera amalfitana;
  - Tramonti con il suo valico di Chiunzi e le varie frazioni;
  - Vietri sul Mare nota in tutto il mondo per l'antica tradizione di lavorazione della ceramica e la sua frazione Albori che fa parte del club I borghi più belli d'Italia, insieme Vietri sul Mare, Atrani, Castellabate, Conca dei Marini e Furore.
- Salerno, capoluogo di provincia, che rappresenta la seconda città della Campania per popolazione (138.366 abitanti) e ha una notevole superficie territoriale (58,96 km²)
- Piana del Sele
  - Pontecagnano Faiano, con il monastero benedettino e la chiesa della Santissima Trinità, del 1330
  - Battipaglia, con il Santuario di Santa Maria della Speranza e la Cappella di Santa Lucia
  - Eboli, con la Chiesa collegiata di Santa Maria della Pietà.e il Monastero di Sant'Antonio Abate
  - Capaccio-Paestum, con Capaccio Vecchio, Torre/Licinella, e l'area archeologica di Paestum
- Costiera cilentana
  - Agropoli, col capoluogo stesso e Mattine
  - Castellabate, con Tresino, Lago, Santa Maria, San Marco, Licosa ed Ogliastro Marina

## Infrastrutture
Le principali infrastrutture sono:
- L'autostrada A2, detta anche autostrada del Mediterraneo;
- La strada statale 163 Amalfitana (SS 163) che collega le località della costiera amalfitana;
- Il porto di Salerno, situato nell'omonimo golfo del Mar Tirreno, iscritto nella I classe della II categoria dei porti marittimi; movimenta circa 600.000 passeggeri all'anno
- la stazione di Salerno, una stazione ferroviaria a servizio della città che ne costituisce il principale scalo ferroviario; il traffico passeggeri annuale è di 6.500.000 persone, con un traffico passeggeri giornaliero di circa 17.000 persone;
- Il Marina d'Arechi, un porto-isola al largo della costa sud di Salerno, vicino allo Stadio Arechi;
- l'aeroporto di Salerno-Pontecagnano, denominato "Costa d'Amalfi", situato tra i comuni di Bellizzi e Pontecagnano Faiano, a 21 km da Salerno.

## Luoghi attrazioni ed eventi
Grazie allo straordinario contesto naturalistico e alla sua plurimillenaria storia, il Golfo di Salerno presenta numerosissimi elementi di attrazione:
- Area naturale Baia di Ieranto
- Monti Lattari
- Li Galli
- Scoglio a Penna
- Scoglio Isca
- Torca
- Torre dello Ziro
- Torre dello Scarpariello
- Torre Angellara
- Sentiero degli Dei
- Torca
- Tempio delle Sirene
- Grotta dello Smeraldo a Conca dei Marini
- Santuario di Maria Santissima Avvocata sopra Maiori
- Duomo di Amalfi
- Museo diocesano di Amalfi con il Cortile del Paradiso
- Riserva statale Valle delle Ferriere
- Chiesa di Santa Maria a Piazza
- Basilica del Crocifisso e museo diocesano
- Chiesa, convento e chiostro di Sant'Antonio
- Collegiata di Santa Maria a Mare
- Villa romana di Minori
- Villa Cimbrone
- Villa Rufolo
- Parco Croce
- Centro storico di Salerno
- Cattedrale di Salerno
- Museo diocesano di Salerno
- giardini della Minerva
- Palazzi di Salerno
- Palazzo Copeta
- Complesso archeologico di San Pietro a Corte
- Complesso Edifici Mondo
- Acquedotto medievale di Salerno
- Castello Gerione
- Area archeologica etrusco-sannitica di Fratte
- Abbazia territoriale della Santissima Trinità di Cava de' Tirreni
- Complesso monastico di San Mattia
- Tempio di Pomona
- Forte La Carnale
- Castello di Arechi
- Pinacoteca provinciale di Salerno
- Parco archeologico urbano dell'antica Picentia
- Castello di Battipaglia
- Oasi naturale Bosco Camerine
- Templi greci di Paestum
- Heraion alla foce del Sele
- Chiesa dell'Annunziata (Paestum)
- Cultura del Gaudo
- Museo archeologico nazionale di Pontecagnano
- Parco archeologico urbano dell'antica Picentia
- Museo archeologico della media valle del Sele
- Fornaci romane di Eboli
- Oasi di Persano
- Museum of operation Avalanche
- Salerno War Cemetery
- Museo archeologico nazionale dell'agro picentino
- Museo archeologico nazionale di Paestum
- Museo narrante del santuario di Hera Argiva alla foce del Sele
- Trentinara
- Pista ciclabile del Cilento
- Santuario di Santa Sofia ad Albanella

Durante l'anno, nel Golfo di Salerno, vengono organizzati centinaia di eventi, in grado di attrarre turisti da tutto il mondo, in ogni stagione. i principali sono:
- Luci d'artista (tra dicembre e gennaio nella città di Salerno)
- Giffoni Film Festival (Festival Internazionale del Cinema per ragazzi a Giffoni Valle Piana)
- Ravello Festival (festival culturale che si tiene ogni estate a Ravello)
- Regata delle antiche Repubbliche Marinare (evento di rilevanza storica delle quattro Repubbliche Marinare, tra cui Amalfi)
- Marmeeting di Furore (campionato mondiale di tuffi dalle grandi altezze del fiordo di Furore)
- Festival internazionale di musica da camera (Positano)
- Il carnevale di Agropoli (grande festa in maschera e sfilata di carri allegorici in una delle località balneari più belle d'Italia)
- Orfeo ed Euridice nelle Grotte di Castelcivita (i personaggi mitologici di Ovidio, di scena in un ambiente molto suggestivo)
- La fiera del crocifisso ritrovato (ogni mese di aprile nel centro storico di Salerno)
- De Cerevisia (degustazione guidata della birra artigianale, nel parco Pinocchio a Salerno)

## Prodotti tipici
La natura particolare del Golfo di Salerno fa sì che siano presenti alcuni prodotti tipici DOP, DOC, IGP e IGT:
- Limone sfusato Costa d'Amalfi
- Il limoncello di Amalfi (famosissimo liquore di limoni della costiera amalfitana, noto anche come sfusatello di Amalfi)
- Il cremoncello o crema di limoni (rosolio di color bianco latte e di consistenza cremosa tipico della costiera amalfitana)
- L'agrumello della costiera amalfitana (liquore ottenuto dall'infusione dei frutti dell'agrumeto, tra cui cedro e bergamotto)
- Il finocchietto di Amalfi (liquore prodotto con il finocchietto selvatico che cresce spontaneo nelle valli della costiera)
- Il rosolio con le bacche di mirtillo (liquore violaceo prodotto con il mirtillo che cresce nell'area amalfitana)
- La birra alle castagne di Tramonti (deliziosa birra artigianale, ambrata e al sapore di castagne tramontine)
- Il passito di Tramonti (appassimento naturale, seguito da una lenta fermentazione in piccole botti di rovere)
- La grappa di Tramonti (grappa ottenuta dalle vinacce di tintore e piedirosso della costiera amalfitana)
- sfogliatella
- Colatura di alici di Cetara
- I fagioli borlotti di Tramonti (nelle varietà Riginiello, Pallatiello, Tabacchiello, Borlottino, Janco, Niro, Marrò, Viola e Verdone)
- Il marrone di Scala (castagna prodotta a Scala e nelle aree montane della costiera amalfitana)
- L'uva Fenile Costa di Amalfi (uva a bacca bianca di colore simile al fieno e diffusa soprattutto a Furore, Amalfi e Positano)
- L'uva Ginestra Costa di Amalfi (a bacca bianca dal profumo di ginestra nota anche come uva Biancazita o Biancatenera)
- L'uva Pepella Costa di Amalfi (a bacca bianca con acini piccoli come i grani di pepe e coltivato a Tramonti, Scala e Ravello)
- L'uva Ripolo Costa di Amalfi (uva a bacca bianca presente soprattutto nei vigneti di Furore, Amalfi e Positano)
- L'uva Tronto Costa di Amalfi (vitigno a bacca rossa simile all'aglianicone e allevato a pergola a Furore, Amalfi e Positano)
- Colline Salernitane un olio di oliva a denominazione di origine protetta
- La nocciola tonda di Giffoni IGP (a Giffoni, la coltivazione del nocciolo risale al III secolo a.C.)
- La pera spadona di Salerno (pera coltivata in gran parte della provincia di Salerno, dall'area picentina alla piana del Sele)
- L'uva Sanginella o Sanguinella (antico vitigno tipico dei rioni collinari di Salerno, da Giovi al paradiso di Pastena)
- La mela annurca della valle dell'Irno (prodotta nell'area compresa tra Mercato San Severino, Baronissi, Fisciano e Salerno)
- La ciliegia Valle dell'Irno DOP (la Valle dell'Irno è famosa da secoli per la cerasicoltura)
- La pera pericina di Giffoni (rarissima varietà di pere, tipiche di Giffoni Sei Casali, in particolare della frazione Sieti)
- Montevetrano Colli di Salerno IGT (grazie al suo intenso profumo è un'eccellenza sul panorama internazionale)
- vini biologici di Salerno (i polifenoli e il resveratrolo naturali del vino, rendono possibile una vinificazione senza solfiti)
- il passito dei Colli di Salerno IGT (ottimi sia il passito bianco e che il rosso)
- la grappa di Naima (distillato di vinacce di aglianico, prodotto sulle colline di Giovi)
- idromele della Scuola Medica Salernitana (bevanda alcolica millenaria, prodotta da secoli, da molti apicoltori salernitani)
- pomodoro di San Marzano dell'agro sarnese-nocerino
- Penisola Sorrentina (olio di oliva)
- provolone del Monaco
- Cilento (olio di oliva)
- Fico bianco del Cilento
- Mozzarella di bufala campana
- Ricotta di bufala campana
- Carciofo di Paestum; Il carciofo tondo di Paestum IGP (il Flysch argilloso calcareo della Piana del Sele, gli consente una maturazione precoce)
- Il fagiolo screziato impalato di Castelcivita (legume tipico del paese delle Grotte)
- I peperoni Corno di capra di Controne e di Teggiano (solitamente infilati a trecce ed essiccati all'ombra)
- Il pomodoro fiaschello di Battipaglia (varietà di pomodoro coltivato nella piana del fiume Sele, da oltre un secolo)
- La mela annurca dei Picentini (prodotta nell'intera area picentina, tra Pontecagnano, Olevano, Montecorvino e Giffoni)
- La mela annurca della piana del Sele (prodotta soprattutto nei vasti territori compresi tra Battipaglia, Eboli e Campagna)
- Il melone gigante di Altavilla (grossa anguria che raggiunge i 25 kg e nota come mulunessa o gigante di Altavilla Silentina)
- La mozzarella di bufala campana DOP della piana del Sele
- La zizzona di Battipaglia (mozzarella di bufala da 5 kg)
- La mammellona di bufala di Eboli (versione extralarge della tradizionale Saporosa di Eboli, con 4 punte che ricordano la mammella della bufala)
- La ricotta di bufala campana della piana del Sele (prodotto caseario ottenuto per coagulazione al calore delle proteine)
- Il mascarpone di bufala di Battipaglia (ha un aroma molto più fruttato rispetto al mascarpone ottenuto con latte vaccino)
- La provola di bufala campana affumicata (formaggio fresco affumicato molto utilizzato nella piana del Sele)
- La ricotta essiccata di pecora (ricotta salata prodotta nelle aree interne della provincia di Salerno)
- Il caciocavallo dell'emigrante (nascondeva al suo interno una soppressata, per evitare problemi alla dogana di inizio '900)
- La mozzarella di bufala senza lattosio (ottima anche la ricotta senza lattosio, prodotta a Paestum)
- Lo stracchino di bufala di Battipaglia (formaggio bufalino di forma quadrata, alto 7 cm con i quattro lati di 12 cm)
- Il caciobufala della piana del Sele (gustoso formaggio stagionato di bufala, dal caratteristico colore avorio)

PIANA DEL SELE - Vitigni e vini
1. Il Paestum IGT rosso (es. Fratis, Cupersito, Naima, Kleos, Raspente, Bacioilcielo, Alburno, Marsia, Argylos, Jungano, etc)
2. Il Paestum IGT bianco (es. Calpazio, Pietraincatenata, Phasis, Sintonie, Antece, Kratos, Tresinus, Trentenare, etc)

PIANA DEL SELE - Passiti, distillati, birre e liquori
1. Il passito di Paestum IGT (il terreno calcareo argilloso del territorio genera un ottimo passito sia rosso che bianco)
2. Il vino alle rose di Paestum (le rose bifere che fioriscono durante la vendemmia, sono messe in infusione nel vino nuovo)
3. La birra artigianale (ottime quelle di Nocera, Castel San Giorgio, Battipaglia, Roccadaspide, Palinuro e Buonabitacolo)

- Il fior di latte di Tramonti (apprezzato dalla regina d'Italia, Margherita di Savoia nel 1889, ha reso celebre l'omonima pizza)
- Fiaschello
- rosolio Concerto di Tramonti (famoso rosolio prodotto a Tramonti da oltre 2 secoli, un autentico concerto di aromi)

COSTIERA CILENTANA - Legumi, tuberi, ortaggi, frutta e verdura
1. I fichi bianchi del Cilento DOP
2. I ceci di Cicerale (legume antichissimo, coltivato da oltre 1000 anni a Cicerale, nella terra dei ceci)
3. La cicciata ciceralese (misto di legumi di Cicerale, cotti ognuno con i rispettivi tempi di cottura)
4. La zucchetta verde del Cilento o cucuzzèlla (zucchetta verde e lunga da pergola che cresce nei terreni argillosi)
5. L'oliva Salella ammaccata del Cilento (olive dell'alto Cilento, battute sulla pianta con pietra di mare e messe in salamoia)
6. Lo zucchino cilentano o di Castellabate (ottimo per la preparazione degli involtini di zucchine con alici di Menaica)
7. L'infilatella di fichi del Cilento DOP (tipico spiedino di fichi cilentani, talora disposti anche in cannette, fagottini e ficaiole

- Cacioricotta di capra cilentana
- aglianico del Cilento DOC (vino di colore rosso rubino, autentica eccellenza anche dopo lunghissimo invecchiamento)
- Cilento DOC (nelle varietà rosso, rosato e bianco è noto fin dal 1500, come vino adorato da Papa Paolo III)
- fiano Santa Sofia di Rutino (varietà di fiano ottenuta da antichi vitigni autoctoni, tra Rutino e Laureana Cilento)
- nanassino (liquore di nanasse, i fichi d'India che crescono spontaneamente sulla costiera cilentana e amalfitana)
- liquore di sciuscielle o di carrube (il carrubo è una pianta che cresce spontanea in tutto il territorio cilentano)
- amaro del Cilento (tipico amaro cilentano a base di carciofo di Paestum IGP)
- liquore ai ceci di Cicerale (ottimo liquore ottenuto da questa straordinaria varietà di ceci, piccola e dorata)
- Costa d'Amalfi, vino DOC della provincia di Salerno che si presenta con le seguenti denominazioni:
  - Cilento Aglianico
  - Costa d'Amalfi bianco
  - Costa d'Amalfi Furore bianco
  - Costa d'Amalfi Furore rosato
  - Costa d'Amalfi Furore rosso
  - Costa d'Amalfi Furore rosso riserva
  - Costa d'Amalfi Ravello bianco
  - Costa d'Amalfi Ravello rosato
  - Costa d'Amalfi Ravello rosso
  - Costa d'Amalfi Ravello rosso riserva
  - Costa d'Amalfi rosato
  - Costa d'Amalfi rosso
  - Costa d'Amalfi Tramonti bianco
  - Costa d'Amalfi Tramonti rosato
  - Costa d'Amalfi Tramonti rosso
  - Costa d'Amalfi Tramonti rosso riserva

## Piatti tipici
Nella lunga serie di ricette campane, alcuni piatti sono specifici del patrimonio culturale del Golfo di Salerno.
COSTIERA SORRENTINA/AMALFITANA
PRIMI PIATTI
1. Gli ndunderi di Minori (antichissima pasta di Minori, preparata tuttora mano in onore del Santo Patrono, Santa Trofimena);
2. I tagliolini (pasta all'uovo meno larga delle tagliatelle) al limone di Amalfi;
3. Gli scialatielli di Amalfi (pasta tipica della costiera amalfitana, ideata alla fine degli anni '60 da un noto chef amalfitano);
4. I riccioli di Minori al ragù di salsicce (noti anche come ricci di Minori o fusilli furitani e noti in Costiera fin dal 1700);
5. Il migliaccio di Praiano (piatto tipico del periodo di Carnevale a base di pasta, caciocavallo e salsiccia).

SECONDI PIATTI, SPEZIE E CONTORNI
1. La colatura di Alici di Cetara (prodotto tipico del borgo marinaro di Cetara);
2. Il Sarchiapone di Atrani (pietanza preparata con cilindri di zucca lunga, formaggio locale e carne tritata);
3. Il tonno di Cetara (per la pesca del tonno, Cetara rappresenta la realtà più importante nel Mediterraneo);
4. Il gamboncello alle erbe di Scala (muscolo della zampa anteriore del maiale, preparato soprattutto in onore di San Lorenzo);
5. Le alici arreganàte della costiera amalfitana (piatto a base di alici, condite con aglio, sale, aceto, peperoncino e origano);
6. I totani e patate di Furore (piatto tradizionale del paese dipinto della costa amalfitana);
7. I bocconcini di coniglio nelle foglie di limone (piatto tipico di Conca dei Marini, il luogo incantato in cui è nata la sfogliatella);
8. Il garum di Cetara o liquamen (antichissima salsa a base di interiora di pesce, diversa dalla tipica colatura di alici);
9. Il pesto alla cetarese (a base di mandorle, pinoli, capperi, olive e soprattutto alici di Cetara).

PANE, PIZZA E RUSTICI
1. La pizza di Tramonti De.Co (con pomodoro, pecorino, basilico di Tramonti, fior di latte e olio Colline Salernitane DOP).

GELATI, DESSERT E DOLCI TIPICI
1. Il dolce ricotta e pera di Minori (torta di ricotta e pere caramellate)
2. La melanzana al cioccolato di Maiori (dolce ultracentenario tipico di Maiori)
3. La sfogliatella Santa Rosa (la sfogliatella nasce nel XVIII secolo nel Conservatorio Santa Rosa da Lima, a Conca dei Marini)
4. La delizia al limone Costa d'Amalfi (dolce tipico in tutta la costiera amalfitana)
5. I sospiri al limone di Amalfi (specialità antichissima della costiera amalfitana, nota anche come zizz 'e monache)
6. La pizza roce di Praiano (tipico dolce di pastafrolla, con crema pasticcera e frutta di stagione)
7. La torta Santa Rosa di Conca dei Marini (prodotta già nel XVIII secolo dalle monache del monastero conchese di Santa Rosa)
8. La tramontina Costa d'Amalfi (dolce di pasta frolla, farcito con frutta e crema di ricotta di Tramonti)
9. La ciambella allo sfusato della Costiera (delizioso dolce da forno dove il protagonista è il limone sfusato di Amalfi)
10. I passolini della costiera amalfitana (uva sultanina e buccia di mandarino tritata, avvolti in foglia di limone)
11. Il pasticciotto di Atrani (antico dolce atranese ripieno di amarene e crema pasticciera)
12. Il panettone di Tramonti (farcito con crema, cioccolato e il tipico rosolio Concerto)
13. La colomba di Pasqua con crema di limoni di Amalfi (dolce pasquale a base del tipico sfusatello amalfitano)
14. Gli sproccolati della costiera amalfitana (fichi essiccati al sole, farciti con semi di finocchio e infilzati in bastoncini di legno)

SALERNO
PRIMI PIATTI
1. Le penne allo scarpariello (con salsiccione salernitano, pomodori corbarini, cipollotto di Nocera e pecorino di Colliano);
2. La pastiera (piatto povero a base di maccheroni avanzati, mozzarella e salame. Il termine pastiera, deriva da pasta di ieri);
3. I ravioli di Giffoni (ravioli dolci con crema di nocciole o salati con lardo di colonnata);
4. Le pennette alla Ogliarese (piatto tipico dell'area collinare di Salerno, a base di fiori di zucca, pancetta e zucchine);
5. La pasta e patate in tortiera (pietanza tipica di Cava de' Tirreni, disposta in teglia in più strati).

SECONDI PIATTI, SPEZIE E CONTORNI
1. La meveza mbuttunata (milza imbottita alla salernitana, preparata soprattutto in occasione della festa di San Matteo);
2. Le alici in piattella alla salernitana (antico piatto povero della tradizione salernitana con alici piccole cucinate in poco olio);
3. Le frittelle di Montecorvino (frittelle di borragine o pizzell re verrain);
4. La stracciatella salernitana (tipica minestra di carni tritate, nota a Salerno già ai tempi del Principato);
5. Il catanazzo di Giovi (antica pietanza salernitana, a base di pan casereccio, trippa, piselli e pomodorini - Dal 13 al 15 maggio 2016 Sagra del catanazzo);
6. La parmigiana salernitana (ottime sia quella di zucchine che quella di carciofi, entrambe con doppia frittura delle verdure);
7. La cianfotta di Salerno (gustosa specialità a base di patate, melanzane e peperoni);
8. La braciola avvolta con il filo di ferro (pietanza tipica di Montecorvino Rovella, nata agli inizi del XVI secolo).

PANE, PIZZA E RUSTICI
1. Il biscotto giovese (biscotto cotto nel forno a legna, tipico della località Piegolelle, sulle colline di Giovi a Salerno)

GELATI, DESSERT E DOLCI TIPICI
1. La crespella di Giffoni (uno dei dolci più antichi e più buoni dell'area picentina)
2. Il confettone di Cava (grande confetto noto a Cava dei Tirreni fin dal 1600 e ricoperto dai cosiddetti diavulilli)
3. La pizza di grano e la pizza di riso (dolci tipici del periodo pasquale in tutto il territorio salernitano)
4. La crema di nocciole di Giffoni (crema artigianale a base di latte, cioccolato fondente e nocciola tonda di Giffoni IGP)
5. Le apolline di Salerno (dolci ripieni simili alle code di aragosta, più stretti e lunghi della classica sfogliatella Santa Rosa)
6. Le zeppole cotte di Cava dei Tirreni (tradizionali dolci cavesi a forma di fiocco, tipici del periodo natalizio)

PIANA DEL SELE
PRIMI PIATTI
1. I funcedd di Serre (tipica pasta serrese, realizzata a mano e condita con brodo di osso di prosciutto);
2. I cannolicchi di Eboli (antica pasta, preparata in passato dalle massaie sulle canne di bambù lungo i torrenti ebolitani);
3. I cavatielli alla puglianese (piatto tipico di Montecorvino Pugliano, preparato con il lardo tritato);
4. La paciocca con i ceci (piatto autunnale molto utilizzato sia nella valle dell'Irno e che nell'adiacente area picentina);
5. La minestra di matassa e fagioli nella pignatta (la matassa è un'antica pasta tipica della città di Campagna);
6. Gli strascinati in salsa di pomodoro giallo di Capaccio (con sale, basilico e passata di pomodoro lungo giallo di Capaccio);

SECONDI PIATTI, SPEZIE E CONTORNI
1. La trota del Sele in tortiera (per la purezza delle sue acque, il fiume Sele è l'ideale per un pesce delicato come la trota);
2. Il ciauliello di Eboli (antico piatto ebolitano a base di verdure estive essiccate e polpa di pomodoro);
3. La carne e i salumi di bufala della piana del Sele (ottimi il salame, la bresaola e la salsiccia di bufala);
4. Le cauzodde di Giungano (le patate novelle affettate e fritte con tutta la buccia, sembrano indossare un pantalone)
5. La lasagna bianca di Paestum (con carciofo tondo pestano e mozzarella di bufala campana)

PANE, PIZZA E RUSTICI
1. Il pane a biscotto di Faiano (pane a lunga conservazione, un tempo prodotto con i numerosi mulini presenti a Faiano)
2. Le freselle di Eboli (a Eboli ogni mese di luglio viene celebrato con una sagra, il sostituto povero del pane

GELATI, DESSERT E DOLCI TIPICI
1. Il gelato di bufala della piana del Sele (ottimi anche il budino e lo yogurt di bufala, prodotti nei dintorni di Paestum)

COSTIERA CILENTANA
PRIMI PIATTI
1. I fusiddi alla cilentana (ottimi sia il fusillo di Felitto, che il fusillo di Gioi, con il sugo di castrato)
2. Le lagane e ceci del Cilento o laane e cìciari (antica pietanza con strisce di pasta, nota nel Cilento da almeno 2000 anni)
3. I cavatieddi al ragù cilentano (ottimi cavatelli lavorati a mano)

SECONDI PIATTI, SPEZIE E CONTORNI
1. I taddi e fave del Cilento (tipica minestra primaverile di verdure)
2. Le alici mbuttunate della Costiera Cilentana (piatto tipico con alici farcite)
3. Gli ibrugliatieddi del Cilento (tipico piatto cilentano a base di carne)
4. La ciambota cilentana o ciauledda (variante cilentana della ciambotta)
5. La parmigiana di alici alla cilentana (delizioso piatto tipico del Cilento)
6. Il cinghiale con i ceci di Cicerale (in estate a Cicerale vi è una	bellissima sagra enogastronomica in onore del cinghiale)
7. Le mugliatiedde del Cilento (tipici involtini di interiora e frattaglie di agnello)
8. La sauzicchia di fegato cilentana (salume a base di fegato di maiale, scorza di mandarino e foglie di alloro)
9. Il coniglio mbuttunato (l'imbottitura con uova, pane e formaggio è nota nel Cilento fin dai tempi del brigantaggio)
10. Il susciello cilentano (tipico piatto primaverile a base di uova, cipolla di Vatolla e asparagi selvatici)
11. Il mulimbondi ciceralese (brodo di carne preparato con il fianco di capretto cilentano)
12. Il finocchietto di Finocchito (ad Ogliastro Cilento, nell'antica Fyoeklìtos, viene dedicata una sagra a quest'erba aromatica)
13. I fior di fico cilentani (fichi bianchi del Cilento, conservati acerbi sotto sale, aceto, peperoncino e olio extravergine di oliva)

PANE, PIZZA E RUSTICI
1. Il pane di Trentinara (nella città in cui ha combattuto il gladiatore Spartaco, inizia il sentiero del pane cilentano)
2. L'antica pizza cilentana (ricetta povera del XV secolo, prodotta con l'impasto del pane e cotta con legno di ulivo e di mirto)
3. L'acquasale ki pummarulieddi (pane di grano biscottato e condito, tipico dei luoghi in cui è nata la dieta mediterranea)
4. I pizzatulieddi del Cilento (pizzette fritte dorate del diametro di circa 10 cm)
5. La pizza al cestino di Agropoli (pizza servita in cesti di vimini, già tagliata in comodi spicchi

GELATI, DESSERT E DOLCI TIPICI
1. Gli scavoratieddi cilentani o scauratielli (zeppole di Natale fritte in	olio di oliva e decorate con miele di castagno)
2. Le nocche cilentane (dolci tipici di Santa Maria di Castellabate a base di crema e cioccolata)
3. La crostata di ricotta di bufala e fichi del Cilento
4. Il cannolo cilentano (a base di ricotta di capra cilentana e marmellata di fico bianco del Cilento)
5. I murzelletti cilentani (noti anche come morselletti, sono diffusi soprattutto nell'alto Cilento)
6. Il capriccio cilentano (a base di miele, ricotta di capra cilentana e fichi bianchi del Cilento DOP)
7. I torroncini di fichi del Cilento (i fichi ricoperti di cioccolata e ripieni di noci e mandorle, sono diffusi in tutto il Cilento)
8. Il capicollo dolce del Cilento (tradizionale involtino con pasta di fichi del Cilento DOP, finocchio selvatico e noci)
9. La marmellata di fichi e ceci di Cicerale (due tesori cilentani, fusi in un unico gran concerto di aromi)
10. Le pupette al miele (biscotti di consistenza elastica e di forma allungata, tipici dell'area compresa tra gli Alburni e il Cilento)
11. Il gelato ai ceci di Cicerale (oltre alle famose zeppole di ceci, con questo legume si può ottenere un ottimo gelato)
12. I cicirieddi dell'alto Cilento (dolci di pasta frolla a forma di cordoncino, lineare o chiuso a corona)
13. Il gelato cilentano (prodotto con latte di capra cilentana nera)
14. Il babà carusedda (variante cilentana del noto dolce di origine polacca)
15. Il panettone cioccolato e peperoncino piccante di Controne
16. Il panettone cilentano (a base di fichi bianchi del Cilento DOP)
17. Le rose di Carnevale (tradizionali dolci cilentani a forma di rosa e centrati da una ciliegia, tipici del carnevale)
18. Le lucernelle del Cilento (dolci ripieni con crema di mandorle o castagne, fritti in olio d'oliva e nesprati con miele e confetti)
19. I nesprati di Prignano Cilento (dolci di pan di Spagna imbottiti con crema e ricoperti di confetti)
20. Le pupatelle del Cilento (fichi bianchi cilentani, prima tostati al forno e poi farciti di frutta secca e ricoperti di cioccolata)